# 2-бром-4-метилпропиофенон
2-бром-4-метилпропиофенон (лат. 2-Bromo-4'-methylpropiophenone) - органический бромид, используемый в качестве ключевого промежуточного продукта в синтезе фармацевтических препаратов, агрономных и лёгких химикатов, а также для получения 4-метилметкатинона. Растворим в хлороформе и метаноле.

## Получение
Получается путем бромирования 4-метилпропиофенона который в свою очередь получается реакцией Фриделя-крафтса толуола с пропионилхлоридом в присутствии хлорида алюминия

## Применение
2-бром-4-метилпропиофенон широко используется в органическом синтезе для получения различных продуктов, таких как фармацевтические препараты, ароматические соединения и другие химические вещества. Он также может использоваться в качестве промежуточного продукта при синтезе других органических соединений.
Используется главным образом в синтезе лекарственных препаратов, красителей и ароматизаторов. Применяется также в аналитической химии и производстве полупродуктов для полимеров.

## Безопасность
2-бром-4-метилпропиофенон является химическим веществом, которое требует обращения с ним с осторожностью. При работе с этим соединением необходимо соблюдать все стандартные меры предосторожности, такие как использование защитной одежды, респираторов и химически стойких перчаток.